# گورستان شهدای انقلابی

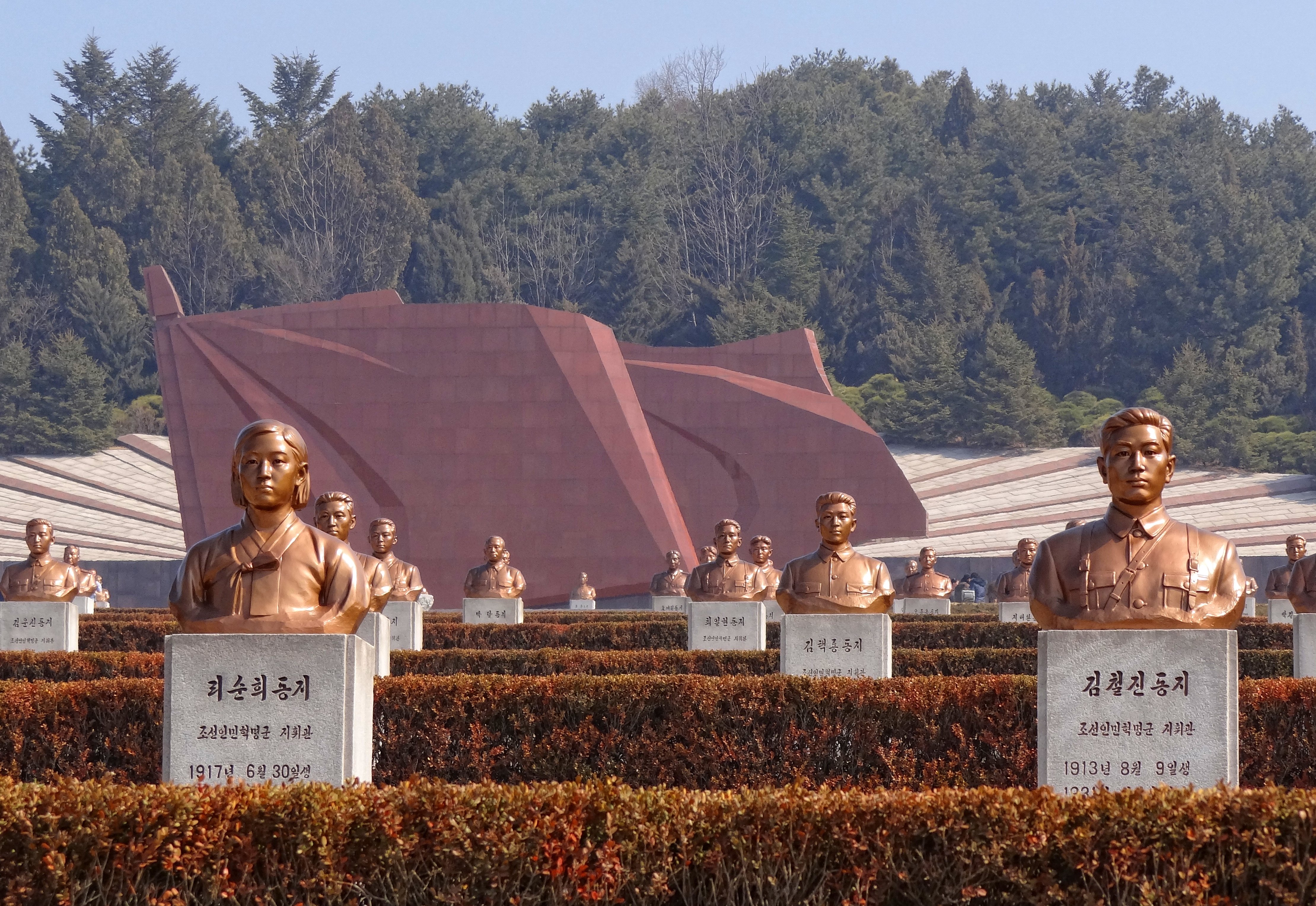
نیم تنه‌های برنزی و بنای اصلی گورستان

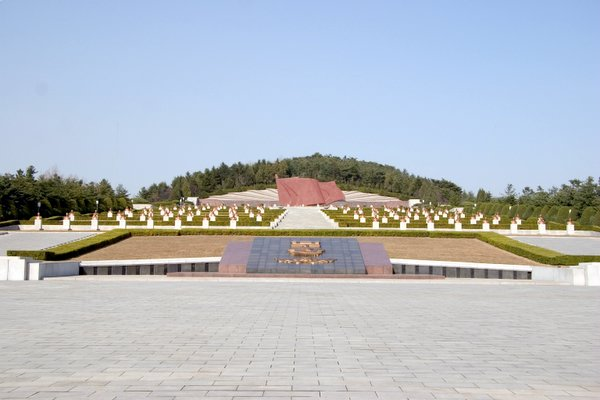
نمای سراسری گورستان شهدای انقلابی

گورستان شهدای انقلابی تِه سونگ سان (به کره ای: 대성산 혁명 렬 사릉؛ هانجا: 大城 山 革命烈士 陵) یک گورستان و بنای یادبود برای سربازان کره ای است که برای آزادی و استقلال کره علیه حکومت ژاپن مبارزه کرده‌اند. این گورستان در نزدیکی قله کوه تِه سونگ (تِه سونگ سان) و در بخش تِه سونگ-گویوک که در خارج از شهر پیونگ یانگ قرار دارد واقع شده‌است.

## شرح
کار ساخت این گورستان و صدها مقبره ای که در آن قرار دارد در سال ۱۹۷۵ به پایان رسید. در اکتبر ۱۹۸۵ این گورستان بازسازی و توسعه یافت. مساحت این گورستان ۳۰ هکتار است. در ورودی گورستان یک دروازه یادبود به سبک معماری کره ای قرار دارد. در بالای هر یک از گورها یک نیم تنه برنزی قرار دارد. در انتهای این گورستان یک پرچم قرمز رنگ که از جنس گرانیت ساخته شده‌است وجود دارد. هئو-نیک کوون و بیونگ هو-چونگ (۲۰۱۲ میلادی)، این گورستان را در اثر خود با عنوان «کره شمالی:فراتر از سیاست کاریزمایی» پوشش دادند. همچنین آن‌ها در این اثر، اهمیت سیاسی این قبرستان را برای راویان انقلابی کره شمالی و عدم حضور هرگونه گورستان‌های نظامی معمولی در مقیاس وسیع را در این کشور خاطرنشان ساختند.

### افراد سرشناس مدفون در این گورستان
- کیم جئونگ سوک همسر کیم ایل سونگ
- کانگ پان سوک مادر کیم ایل سونگ
- کیم چِک ژنرال و سیاستمدار
- نام-ایل ژنرال و سیاستمدار